# 京西宾馆
京西宾馆，位于中华人民共和国北京市海淀区羊坊店路1号，隶属于中央军事委员会机关事务管理总局，是一座高规格政府官员专用宾馆和内部会议场所。這裡在大会期间是军委代表驻地，历任党和国家领导人皆多次在该宾馆出席有关会议。京西宾馆同时也是各省、市高层领导到北京的指定驻地。自1964年9月14日开业至2004年的40年间，共计接待了包括中共十一届三中全会在内的29次全国人民代表大会会议、44次中国共产党全国代表大会和中央委员会全体会议，被称为“最安全的宾馆”和中国“会场之冠”。

## 历史
京西宾馆地处复兴路南侧，羊坊店路与羊坊店西路，与复兴路北侧的中央电视台彩色电视中心隔复兴路相对。京西宾馆于1959年开始兴建，1964年建成并投入使用。因其地理位置，中央军委秘书长罗瑞卿将其定名为“京西宾馆”。京西宾馆属于军队编制，属于事业单位，实行企业化管理，管理单位原名“中国人民解放军总参谋部管理局京西宾馆管理处”，2004年9月更名为“中国人民解放军总参谋部管理保障部京西宾馆管理局”。由于该宾馆本来便是为会议接待而设计，故宾馆内的会议室非常多。京西宾馆也是中华人民共和国唯一不对外营业的大型内部宾馆。
1964年京西宾馆建成时，其建筑设备在北京市仅次于北京饭店、民族饭店、前门饭店和华侨大厦。1964年中华人民共和国国庆节期间，京西宾馆接待了阿尔及利亚、匈牙利、捷克斯洛伐克、保加利亚、巴基斯坦、缅甸等6个国家的党政代表团以及来自其他34个国家的61个专业代表团。京西宾馆还接待了1964年10月20日召开的第三届全国人民代表大会东北代表团、中南代表团、解放军代表团及大会的260余名工作人员。此后40多年间，全国人民代表大会几乎所有代表团都曾入住京西宾馆，包括全国人民代表大会台湾省代表团在内。
“文化大革命”爆发后，“大鸣、大放、大辩论、大字报”的“四大”一度向军队蔓延，1967年1月19日中国党内军队高层在京西宾馆召开军委扩大的碰头会，反对在军队搞“四大”，叶剑英、徐向前、聂荣臻等军队高级领导干部同中央文革小组的江青、陈伯达等发生了激烈的争论，并且拍了桌子，这就是著名的“大闹京西宾馆事件”。
1967年1月26日，中央军委对京西宾馆文化大革命做了专门决定。决定说：“京西宾馆同中南海、人大会堂、钓鱼台國賓館一样，属于保护单位。京西宾馆的文化大革命，要按照军以下部队的办法搞正面教育，不搞四大，不搞战斗组织，不搞串连，军队和地方战斗组织不许冲击。”文化大革命初期，京西宾馆成为一大批老干部躲避冲击的藏身之处。
有说法称，1971年，林彪试图逃出中国前数小时与吴法宪、邱会作在京西宾馆里进行密谋。这个说法被吴法宪否认，吴法宪回忆录记述最后一次见林彪是1971年初周恩来带他们去北戴河向林汇报批陈整风，离九一三事件还有半年多。1980年公审时，公诉方也没有举证京西宾馆密谋一事。
有说法指1976年中国共产党高层领导人在此决定对“四人帮”及其领导者江青进行打击。此说法并不完全成立，公开的关于逮捕四人帮的官方党史上并无记载此事。 
1978年，邓小平和其他几位革命元老击败了毛泽东选定的接班人華國鋒，使中国走上改革开放之路。在1989年六四事件发生不到三周后，中央委员会在京西宾馆召开十三届四中全会，称中央已经取得了制止动乱和平息反革命暴乱的决定性胜利，并确立了以江泽民为核心的第三代领导集体。
在深化国防和军队改革中，2016年该宾馆的上级单位中国人民解放军总参谋部管理保障部被撤销。该宾馆转隶中央军委机关事务管理总局。

## 介绍
京西宾馆没有网站，而且不对外营业。京西宾馆的安全保卫工作十分严密，只有手持会议通知书或者有会议工作人员接待才能入内。京西宾馆的服务员也充当安全员。楼层24小时值班，开展安全巡逻。每次重大会议前，保卫部门会对京西宾馆进行多次拉网式排查。京西宾馆要求职工自觉做到保密工作“十不”的规定，在会场拾到文件、录音磁带时，必须及时转交会议单位，京西宾馆至今未发生过泄密情况。1996年，京西宾馆被评为全军保密先进单位。2001年9月11日美国发生“9·11事件”后，京西宾馆加装了安全技术防范系统、防冲击路障、两套X光安全检测机。在京西宾馆的公共场所、一层大厅、主要出入口及周界共安装了123个摄像头。
京西宾馆能保证饭菜三天不重样，并且提供素食席、软食席、忌糖席、多种辣酱、正宗的“老陈醋”，还提供手抓饭、烤全羊、烤馕、羊肉串等多种选择。

## 历任局长
京西宾馆管理局局长（暨京西宾馆总经理）
……
- 郭同信（？—？）[14]

……
- 赵世勇（2002年？—2009年）[15][16][17][18][19]
- 刘存水（2009年—2015年）[20][21][22]
- 伍卫国（2015年—）[23][24]

## 延伸阅读
- 凤凰卫视：“三老四帅大闹京西宾馆”的历史真相 （页面存档备份，存于）
- 京西宾馆馆史编辑组，京西宾馆馆史，京西宾馆馆史编辑组，2004年